# Arcádia Ultramarina
A Arcádia Ultramarina foi uma sociedade literária brasileira, fundada em Vila Rica em data incerta, mas anterior a 1769, da qual fizeram parte entre outros, Basílio da Gama, Alvarenga Peixoto, Domingos Caldas Barbosa.
Foi citada em obras importantes:
- Historia da literatura portuguesa de José Agostinho publicada em 1927 com 574 páginas, sociedade citada na página 289.
- Revista do Instituto Histórico e Geográfico de Minas Gerais do Instituto Histórico e Geográfico de Minas Gerais (Brasil) em 1946 citada na página 341.
- Le Brésil littéraire: histoire de la littérature brésilienne de Ferdinand Wolf de 1863 com 334 páginas sociedade citada na página 53.